# Papa Iulius al II-lea
Papa Iulius al II-lea (n. 5 decembrie 1443, Albisola Superiore, Liguria, Italia – d. 21 februarie 1513, Roma, Statele Papale), pe numele civil Giuliano della Rovere, a fost un papă al Romei.
A fost unul dintre patronii marcanți ai artei Renașterii. I-a încredințat lui Michelangelo pictarea plafonului Capelei Sixtine. În anul 1506 a început construcția Bazilicii San Pietro din Roma.
A întemeiat Garda Elvețiană. Pe 22 ianuarie 1506 s-a așezat la Roma prima formațiune a gărzii, alcătuită din 150 de soldați veniți din cantonul Uri. Pe plan extern, Papa Iulius al II-lea  a reușit limitarea puterilor Franței în peninsula Italică, respectiv restabilirea autorității asupra Republicii Venețiene.
A fost înmormântat în Biserica San Pietro in Vincoli (en:San Pietro in Vincoli), mormântul său fiind decorat de Michelangelo cu sculptura lui Moise.

## În literatură și cinematografie
Papa Iulius al II-lea este unul din protagoniștii romanului Agonie și extaz scris de Irving Stone în 1961. Acesta l-a portretizat pe papa Iulius al II-lea drept o persoană milităroasă. Rolul său în adaptarea cinematografică a romanului a fost jucat de actorul britanic Rex Harrison.

## Galerie de imagini

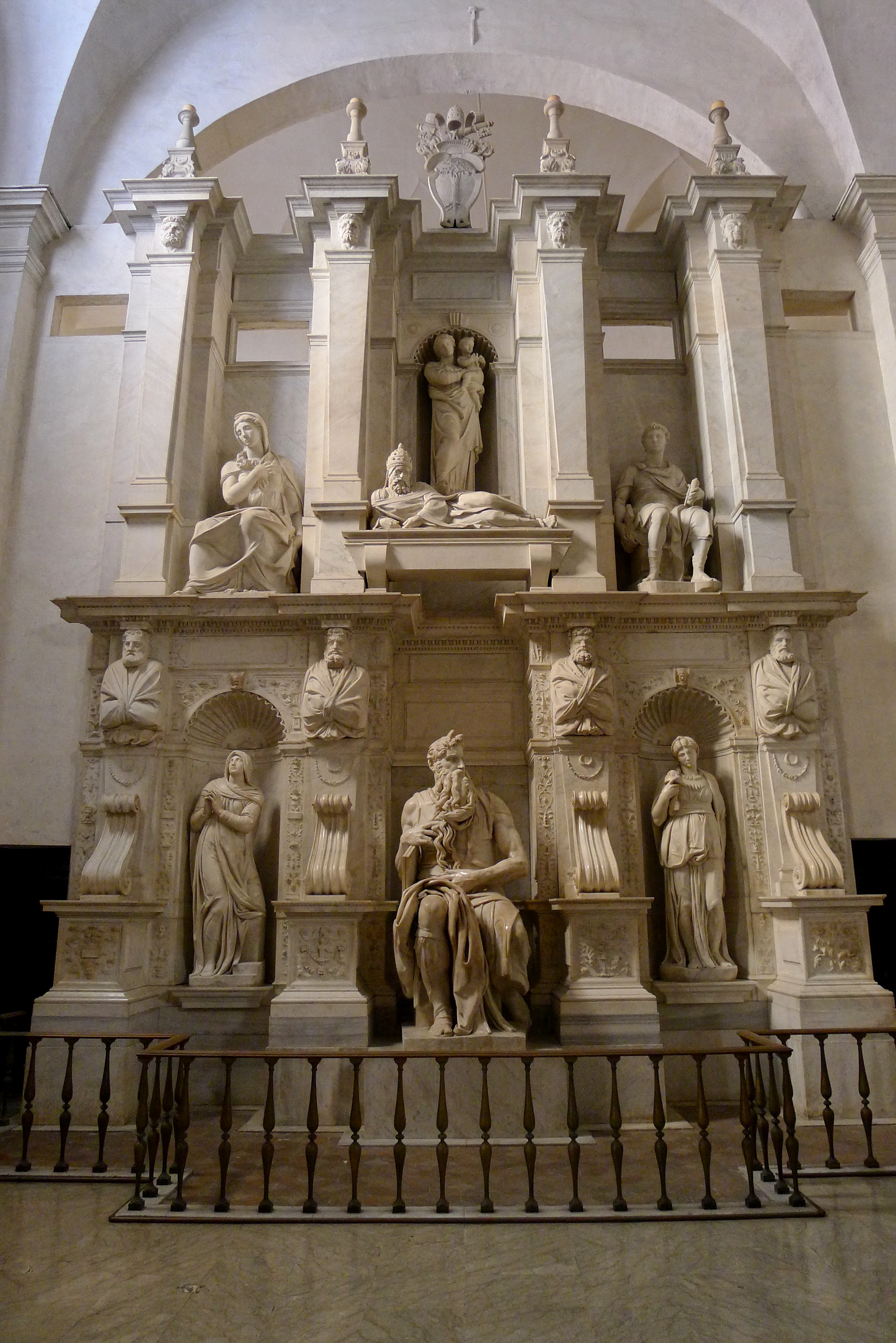
Mormântul papei Iulius al II-lea, monument realizat de Michelangelo
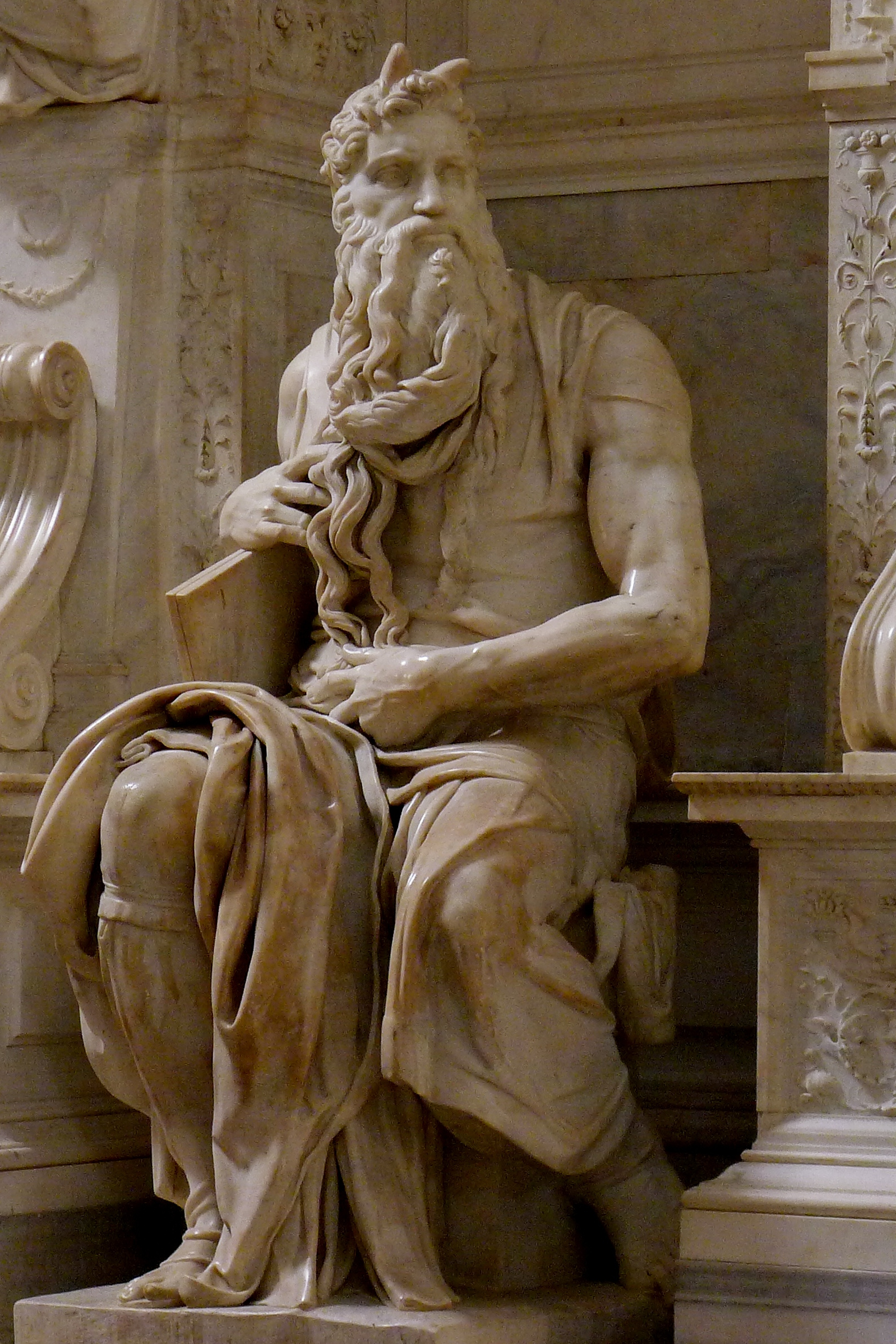
Detaliu